# Moyenne de Seiffert
En analyse, les moyennes de Seiffert sont un genre de moyenne intermédiaires entre les moyennes géométrique et arithmétique.

## Historique
Seiffert a défini ces moyennes en s'intéressant aux valeurs définissables comme moyenne contenue entre deux moyennes d'ordre p, comme la moyenne arithmétique et la moyenne géométrique de deux nombres positifs.

## Définitions
Dans les inégalités bornant les moyennes :
- Mp désigne la moyenne d'ordre p ;
- A, la moyenne arithmétique ;
- Q, la moyenne quadratique ;
- L, la moyenne logarithmique ;
- I, la moyenne identrique.

Première moyenne de Seiffert
La première moyenne de Seiffert a été définie en 1993: 
{\displaystyle P(a,b)={\begin{cases}{\dfrac {a-b}{2\arcsin \left({\frac {a-b}{a+b}}\right)}}={\dfrac {a-b}{4\arctan \left({\sqrt {\frac {a}{b}}}\right)-\pi }}&{\text{ si }}a\neq b,\\[4pt]a&{\text{ si }}a=b.\end{cases}}}
On a les encadrements suivants:
{\displaystyle L(a,b)\leqslant P(a,b)\leqslant I(a,b)}
{\displaystyle M_{1/2}(a,b)\leqslant P(a,b)\leqslant M_{2/3}(a,b)}
{\displaystyle M_{\ln(2)/\ln(\pi )}(a,b)\leqslant P(a,b)}
Deuxième moyenne de Seiffert
La deuxième moyenne de Seiffert a été définie en 1993: 
{\displaystyle T(a,b)={\begin{cases}{\dfrac {a-b}{2\arctan \left({\frac {a-b}{a+b}}\right)}}&{\text{ si }}a\neq b,\\[4pt]a&{\text{ si }}a=b.\end{cases}}}
On a les encadrements suivants:
{\displaystyle A(a,b)\leqslant T(a,b)\leqslant Q(a,b)}
{\displaystyle M_{\ln(2)/\ln(\pi /2)}(a,b)\leqslant T(a,b)\leqslant M_{5/3}(a,b)}

## Généralisation
On parle de moyenne de type Seiffert ou moyenne de Seiffert généralisée pour les moyennes sous la forme,:
{\displaystyle M_{g}(a,b)={\frac {a-b}{2g\left({\frac {a-b}{a+b}}\right)}}}
pour toute fonction g vérifiant :
{\displaystyle \forall z\in [0;1[,\ {\frac {z}{1+z}}\leqslant g(z)\leqslant {\frac {z}{1-z}}}
On peut affirmer que la moyenne logarithmique est une moyenne de type Seiffert en remarquant que :
{\displaystyle L(a,b)={\frac {a-b}{\ln(a)-\ln(b)}}={\frac {a-b}{2\operatorname {artanh} \left({\frac {a-b}{a+b}}\right)}}}